# 하시다테 (열차)
하시다테(일본어: はしだて)는 일본의 철도 회사인 서일본 여객철도, 기타킨키 단고 철도가 공동 운행하는 특급 열차이다. 교토역 ~ 미야즈 역 ·  아마노하시다테 역 ·  도요오카역 사이를 사가노 선·산인 본선과 기타킨키 단고 철도 미야후쿠·기타킨키 단고 철도 미야즈 선을 통해 잇고 있다.

## 개요
교토시, 가메오카시와 같은 교토 부 중부의 도시들과 미야즈시, 후쿠치야마시와 같은 교토 부 북부의 각 지역 (주단(中丹), 단고 지방)을 연결하는 열차로, "기타킨키 빅 X 네트워크"의 한 축을 형성하고 있으며, 경유 노선인 기타킨키 단고 철도 미야후쿠 선의 테마인 "오에 산의 슈텐도지 전설"에 등장하는 붉은색 귀신에서 따온 붉은색을 상징색으로 쓰고 있다. 또한, 열차의 이름은 하야시 라잔이 가리킨 일본의 세 명승지 중 하나로 미야즈 시에 있는 아마노하시다테에서 유래한 것이다.
원래의 하시다테는 1965년부터 1968년까지 오사카역 ~ 아마노하시다테 역 구간을 후쿠치야마 선·산인 본선·미야즈 선을 통해 잇던 급행 열차를 가리켰다. 그러나 급행 하시다테는 1968년 급행 단바와 통합되어 사라졌고, 급행 하시다테·단바가 운행하던 구간의 대부분에는 현재 고노토리가 대신 운행되고 있다. 그 후 특급으로서의 하시다테는 1996년 3월 16일 산인 본선 소노베역 ~ 후쿠치야마역 구간 및 기타킨키 단고 철도의 후쿠치야마 역 ~ 아마노하시다테 역 구간의 전철화와 함께, 그 때까지 기동차로 운행되어 온 특급 아사시오와 급행 단고를 통합한 형태로 첫 운행을 시작하였다.

## 운행

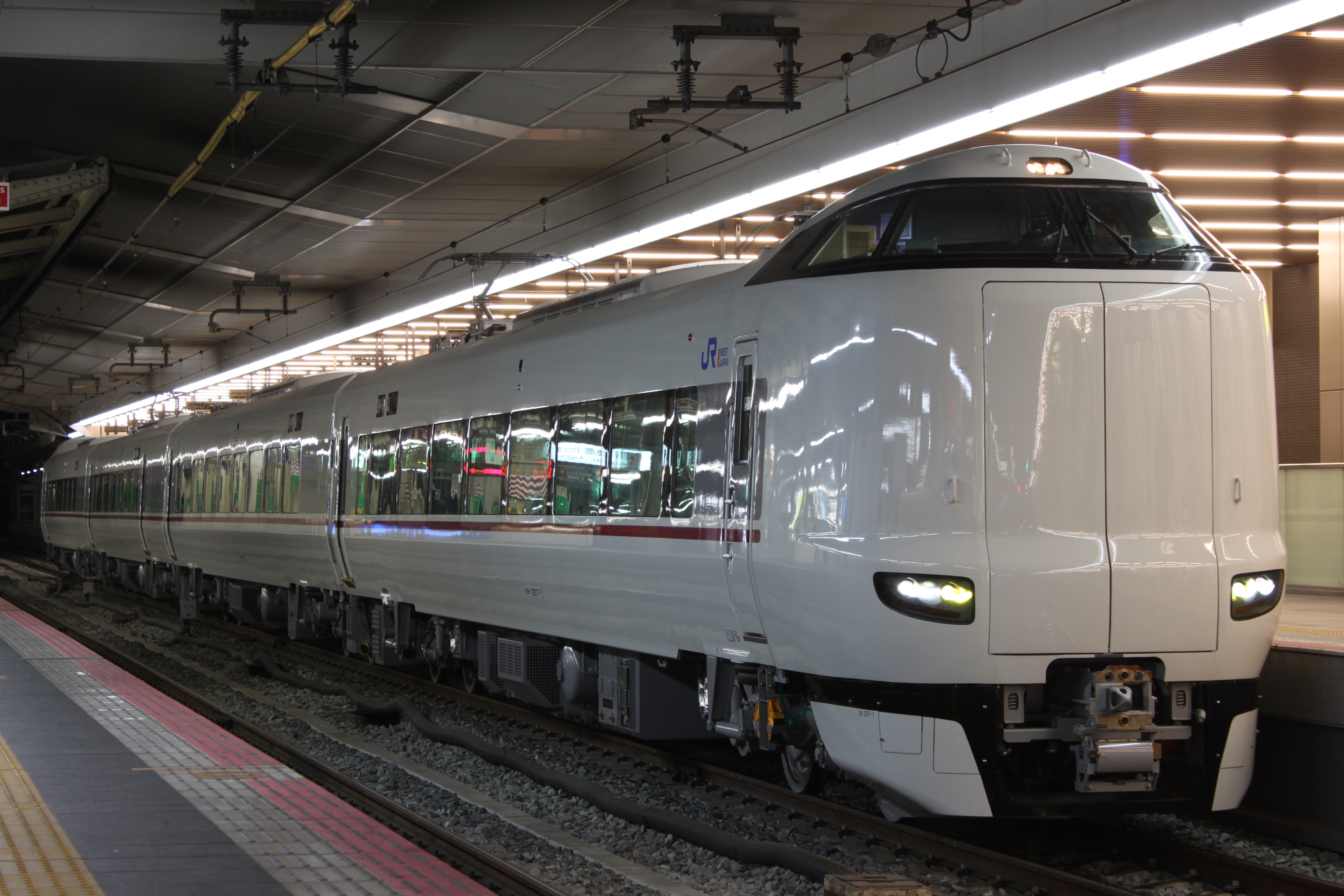
2011년 3월부터 운행을 시작한 287계 전동차

1996년에 운행을 시작할 즈음에는 교토 역 ~ 아마노하시다테 역 사이에서 왕복 4편이 운행되고 있었으나, 2011년 3월 12일 시간표 개정으로 단고 디스커버리 호를 통합하게 되면서 교토 역 ~ 미야즈 역 사이의 하행 1편, 교토 역 ~ 아마노하시다테 역 사이의 왕복 3편, 교토 역 ~ 도요오카 역 사이의 하행 1편 및 상행 2편 (구미하마 ~ 도요오카 구간은 쾌속으로 운행)을 합쳐 왕복 5편이 운행되고 있다.
아마노하시다테 역에서 시종착하는 열차는 미야즈 역과 아마노하시다테 역에서 도요오카로 가는 열차와 환승할 수 있도록 되어 있다. 또한, 후쿠치야마 역에서는 특급 고노토리와 평면 환승이 가능하도록 같은 홈의 건너편 승강장에 정차한다. 또, 미야즈 역 및 도요오카 역에서 시종착하는 3·4호는 교토 역 ~ 아야베 구간에서 히가시마이즈루역에서 시종착하는 특급 마이즈루와 병결해 운행하고 있다.

### 정차역
괄호 안의 역은 여름 성수기에 왕복 1편만이 임시로 정차하는 역이다.
- 교토역 - 니조역 - 가메오카역 - 소노베역 - 아야베역 - 후쿠치야마역 - 오에역 - 미야즈 역 - 아마노하시다테 역 - 노다가와 역 - 단고오미야 역 - 아미노 역 - 기쓰온센 역 - (단고칸노 역) - 구미하마 역 - 도요오카역

그 밖에, 미야후쿠 선과 미야즈 선의 노선 방향이 다르기 때문에 미야즈 역에서 열차의 방향이 반대로 바뀌게 된다.

## 사용 차량
아마노하시다테 역에서 시종착하는 열차 중 단일 편성으로 운행하는 열차는 일본국유철도 183계 전동차 뿐이다. 서일본 여객철도 287계 전동차는 마이즈루와 병결해 운행하고 있으며, 기타킨키 단고 철도 KTR 8000형 기동차는 미야즈 역·도요오카 역에서 시종착하는 열차로서 운행되고 있다.